# Блэкуэлл, Дональд
До́нальд Ю́стас Блэ́куэлл (англ. Donald Eustace Blackwell; 27 мая 1921, Лондон — 3 декабря 2010) — британский астроном, савильский профессор астрономии в Оксфордском университете с 1960 по 1988 год, президент Королевского астрономического общества (1973—1975).

## Краткая биография
Учился в Сидни-Сассекс-колледж (Кембридж), а затем был назначен заместителем директора университетской обсерватории солнечной физики, занимая эту должность с 1950 по 1960 год.
Его ранние исследования солнечной атмосферы и межпланетной среды были новаторскими и смелыми. Во время солнечного затмения 1954 года он сфотографировал корону из открытого дверного проёма бомбардировщика RAF Lincoln, летевшего на высоте 30 000 футов (9100 м). В 1955 году он сфотографировал зодиакальный свет с летающей лодки Short Sunderland, Королевских ВВС Новой Зеландии. В 1957 году он впервые сфотографировал солнечные гранулы с высотного аэростата. Два подъёма были совершены на высоту почти 20 000 футов (6100 м) на воздушном шаре, пилотируемом астрономом и воздухоплавателем Одуэном Дольфюсом.
За свою карьеру он посетил несколько стран для проведения астрономических исследований, включая Фиджи (1955), Боливию (дважды) и Канаду. Был президентом Королевского астрономического общества с 1973 по 1975 год. Совмещал должность профессора в Оксфорде с должностью действительного члена Нового колледжа в Оксфорде.